# Kisêdjê
Os Kisêdjê (também conhecidos como Suyá ou Kisidjê) são um povo indígena que vive no Brasil, dentro do Parque Indígena do Xingu, no estado de Mato Grosso. Com uma população total de 536 pessoas, fazem parte da família linguística Jê.

## História
Estima-se que a presença do Kĩsêdjê na região do Alto Xingu teria ocorrido na primeira metade do século XIX, quando migraram para a região e se adaptaram com as demais etnias que já viviam no local.
Os primeiros registros feitos por integrantes de sociedades não indígenas com pessoas do povo Kĩsêdjê foram feitos em setembro de 1884 pela expedição do naturalista Karl von den Steinen, quando ela acampou às margens do rio Xingu, no lado oposto à aldeia. Durante este contato, Steinen identificou diferenças entre os Kĩsêdjê e os demais grupos étnicos da região do Alto Xingu, especialmente em relação aos hábitos de pintura corporal, de moradia, inclusive arquitetônicos, elementos de sua cultura material.
Antes dos contatos permanentes com as sociedades não indígenas que seriam estabelecidos a partir da década de 1960, os antepassados dos Kĩsêdjê chamavam os não indígenas de "povo de pele grande", por causa de suas roupas que caíam folgadamente sobre seus corpos.
Entre os anos de 1997 a 1998, ocorreu a declaração e homologação da Terra Indígena Wawi, respectivamente, por meio da Portaria FUNAI 1.029/1997 e pelo Decreto s/n de 8 de setembro de 1998, onde vive a maioria dos membros desta etnia junto com o povo kajkwakratxis.
Entre o final dos anos 1990 e começo de 2000, ocorreu a significativa mudança de membros da aldeia Rik-khô, situada no Parque Indígena do Xingu, para a aldeia Ngôjhwêrê, situada na TI Wawi.
Em 2005 ocorreu a fundação da Associação Indígena Kĩsêdjê (AIK), principal entidade de defesa dos direitos do povo Kĩsêdjê.